# 萨米县 (冈比亚)
薩米縣（英語：Sami District）是西非國家甘比亞中河區轄下的10個縣之一。根據甘比亞政府於2013年所作的人口普查結果顯示，居住於薩米縣的總人口數為24429人。